# Revenge (Schiff, 1896)
Die Revenge, auch HMS Revenge, war ein Schlachtschiff (Einheitslinienschiff) der Royal-Sovereign-Klasse, das in den 1890er-Jahren für die Royal Navy gebaut wurde.

## Geschichte
Die Revenge wurde am 12. Februar 1891 von Palmers in Jarrow auf Kiel gelegt, am 3. November 1892 vom Stapel gelassen und im März 1894 fertig gestellt. Am 14. Januar 1896 wurde die Revenge in den aktiven Dienst versetzt und der Particular Service Squadron unter dem Kommando von Konteradmiral A.T. Dale zugewiesen. Diese Einheit wurde als Reaktion auf die zunehmenden Spannungen in Europa nach dem Jameson Raid und dem Unterstützungstelegramm des deutschen Kaisers Wilhelm II. an die Burenregierung gebildet wurde. Während das Geschwader der Mittelmeerflotte unterstellt war, wurde es zehn Monate lang in Bereitschaft für jeden Notfall gehalten. Am 5. November 1896 wurde das Geschwader aufgelöst und die Revenge kehrte nach Hause zurück, wo sie bei ihrer Ankunft ausgemustert wurde. Noch am selben Tag wurde sie als 2. Flaggschiff der Mittelmeerflotte wieder in Dienst gestellt und löste die HMS Trafalgar ab.
Von August bis September 1898 gehörte sie zum Internationalen Geschwader, einer multinationalen Truppe aus Schiffen der österreichischen Marine, der französischen Marine, der Kaiserlichen Marine, der italienischen Marine, der Kaiserlich Russischen Marine und der Royal Navy, die in den Aufstand der griechischen Christen gegen die Herrschaft des Osmanischen Reiches auf Kreta (1897–1898) eingriff. Sie diente als Flaggschiff des britischen Teils des Geschwaders, zunächst unter Konteradmiral Robert Harris, später unter Konteradmiral Gerard Noel, und spielte eine sehr aktive Rolle bei den Operationen des Internationalen Geschwaders. Am 9. Februar 1897 traf sie zusammen mit der HMS Rodney in Chania ein, um das Schlachtschiff HMS Barfleur zu verstärken, das sich bei Ausbruch von Unruhen vor Kreta befand.
Am 21. Februar 1897 beteiligte sich das Schiff zusammen mit den britischen Torpedobooten HMS Dryad und HMS Harrier, dem russischen Schlachtschiff Imperator Aleksandr II, dem österreichisch-ungarischen Panzerkreuzer Kaiserin und Königin Maria Theresia und der Kaiserin Augusta an der ersten direkten Offensive des Internationalen Geschwaders; ein kurzer Beschuss von Stellungen der kretischen Aufständischen auf den Höhen östlich von Canea. Nachdem die Geschütze der HMS Camperdown am 26. und 27. März 1897 die Aufständischen gezwungen hatten, die Belagerung der Festung Izzeddin am Eingang der Suda-Bucht aufzugeben, setzte die Revenge ein Kontingent der Royal Marines an Land, welche die Festung besetzten. Dank der Aktionen des Internationalen Geschwaders endeten die organisierten Kämpfe auf Kreta Ende März 1897. Das Geschwader konzentrierte sich auf die Unterstützung der internationalen Besatzungstruppen an Land und die Durchsetzung einer Blockade Kretas und wichtiger Häfen in Griechenland.
Im April 1900 wurde die Revenge durch die Victorious ersetzt und kehrte in die Heimat zurück, wo sie nach ihrer Ankunft in Chatham für eine Überholung ausgemustert wurde. Am 18. April 1901 wurde die Revenge in Chatham von Kapitän Frederic Fisher wieder in Dienst gestellt, um die Alexandra als Küstenwachschiff vor Portland und als Flaggschiff von Konteradmiral Sir Gerard Noel, Admiral Superintendent der Marinereserve, abzulösen. Im März 1902 wurde sie erneut überholt. Nach dem Abschluss der Arbeiten nahm sie am 16. August 1902 an der Flottenschau in Spithead anlässlich der Krönung von König Edward VII. teil.
Im April 1904 kollidierten die Revenge und ihr Schwesterschiff Royal Oak vor den Scilly-Inseln mit einem versunkenen Wrack, wobei ihre Böden beschädigt wurden. Im Juli 1905 nahm das Schiff an Manövern der Reserveflotte teil und wurde dann am 1. September 1905 in die Portsmouth Reserve Division versetzt. Im Juni 1906 löste sie die Colossus als Schulschiff vor Portsmouth ab und wurde der Geschützschule HMS Excellent zugeteilt. Am 13. Juni 1908 wurde die Revenge von dem Handelsschiff SS Bengore Head getroffen, als dieses während eines Unwetters im Hafen von Portsmouth von seinem Ankerplatz losgeschnitten wurde. Im Oktober 1909 führte sie Geschützversuche durch. Am 7. Januar 1912 wurde das Schiff schwer beschädigt, als es sich während eines Sturms in Portsmouth von seinen Verankerungen löste und vor den Bug der Orion trieb. Am 15. Mai 1913 wurde sie abgemustert und auf der Motherbank-Sandbank stillgelegt.

### Erster Weltkrieg
Mit dem Ausbruch des Ersten Weltkriegs im August 1914 wurde die Revenge vor der Ausmusterung bewahrt. Die Admiralität beschloss, das Schiff wieder in Dienst zu stellen, um es für den Beschuss der deutsch besetzten flandrischen Küste einzusetzen. Im September und Oktober 1914 wurde sie in Portsmouth für diesen Einsatz umgerüstet, wobei das Kaliber ihrer Kanonen durch Neubeseelung auf 305 mm verringert wurde, und sich deren Reichweite um etwa 914 Meter erhöhte. Nach dem Abschluss der Umrüstung erhielt sie am 31. Oktober 1914 den Befehl, sich bereitzuhalten, um die Venerable als Flaggschiff der Dover Patrol abzulösen. Die Revenge wurde am 5. November 1914 für einsatzbereit erklärt und dem neuen 6. Schlachtgeschwader der Kanalflotte zusammen mit den Schlachtschiffen Albemarle, Cornwallis, Duncan, Exmouth und Russell zugeteilt. Die geplante Teilnahme des Geschwaders an einem Angriff auf deutsche U-Boot-Stützpunkte wurde am 14. November 1914 wegen schlechten Wetters abgesagt. Stattdessen verließen die Revenge und die Majestic Dover und fuhren nach Dünkirchen in Frankreich.
Die Revenge nahm am 22. November 1914 gemeinsam mit dem Schlachtschiff Majestic, dem Kanonenboot Bustard, sechs britischen und vier französischen Zerstörern sowie einem französischen Torpedoboot am Beschuss der deutschen Truppen vor Nieuwpoort, Belgien, teil. Am 15. und 16. Dezember 1914 beschoss die Revenge deutsche schwere Artilleriebatterien, wobei sie von zwei 21-cm-Granaten getroffen wurde. Anfang 1915 nahm das Schiff an Experimenten teil, bei denen Flugzeuge zur Beobachtung und Kontrolle des Geschützfeuers eingesetzt wurden, die jedoch nur teilweise erfolgreich waren. Von April bis Mai 1915 wurde das Schiff in Chatham überholt und mit Torpedowülsten ausgestattet. Am 2. August 1915 wurde Revenge in Redoubtable umbenannt, um den Namen „Revenge“ für ein neugebautes Schlachtschiff der Revenge-Klasse freizugeben.
Am 7. September 1915 nahm die Redoubtable die Kämpfe wieder auf und beschoss zusammen mit den Kanonenbooten Bustard und Excellent die deutschen Kasernen und Geschützstellungen bei Westende. Einer ihrer Torpedoschutzwülste wurde dabei absichtlich geflutet, um eine Kränkung zu bewirken, welche die Reichweite ihrer Geschütze erhöhte. Dabei wurde das Schiff von zwei deutschen 15-cm-Granaten mit geringer Wirkung getroffen. Von Oktober bis Dezember 1915 wurde die Redoubtable einer weiteren Überholung unterzogen. Danach wurde sie nicht wieder in Dienst gestellt, sondern bis Februar 1919 als Unterkunftsschiff in Portsmouth eingesetzt. Im Dezember 1919 wurde sie von der Marineliste gestrichen und anschließend an für 322.750 Pfund an T. W. Ward zum Abwracken verkauft.

## Technik

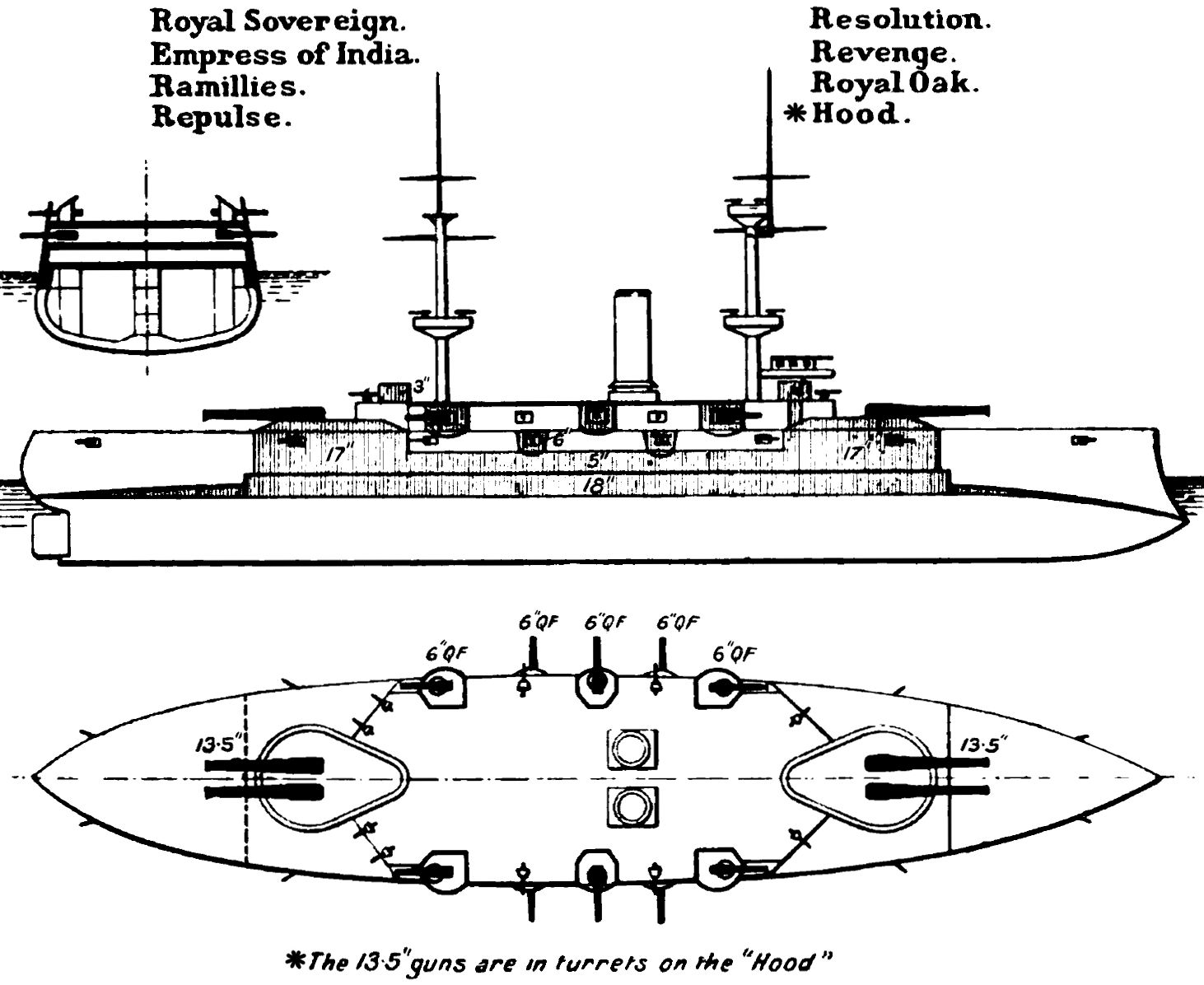
Royal-Sovereign-Klasse aus Brassey’s Marine-Jahrbuch 1906

Das Schiff hatte eine Gesamtlänge von 125 m, eine Länge zwischen den Loten von 115,80 m, eine Breite von 22,90 m und einen Tiefgang von 8,40 m. Die Verdrängung lag zwischen 14.490 t und 15.098 t. Ihre Besatzung bestand aus 670 Offizieren und Mannschaften.

### Antrieb
Die Revenge war mit zwei Dreizylinder-Verbunddampfmaschinen von Humphrys & Tennant ausgestattet, die jeweils eine Welle antrieben und insgesamt 9.000 Shp (6.619 kW) entwickelten, mit denen sie eine Höchstgeschwindigkeit von 16 Knoten (30 km/h) erreichte. Der Dampf wurde von acht Zylinderkesseln geliefert. Das Schiff konnte maximal 1.513 t Kohle mitführen, was ihm bei 10 Knoten (19 km/h) eine Reichweite von 4.720 Seemeilen (8.740 km) ermöglichte. Durch Zwangsbelüftung (forced draft) erhöhte sich die Leistung auf 11.000 PS (8.200 kW) und die Höchstgeschwindigkeit auf 17,5 Knoten (32,4 km/h).

### Bewaffnung
Die Hauptbewaffnung bestand aus vier 343-mm-Geschützen in zwei Zwillingsgeschützbarbetten, je eine vor und hinter den Aufbauten. Jede Kanone war mit 80 Schuss bestückt. Die von diesen Geschützen abgefeuerten 570 kg schweren Granaten konnten mit einer Ladung von 290 kg rauchlosem prismatischem Pulver 711 mm Schmiedeeisen auf 910 m durchschlagen. Die Geschütze hatten bei einer maximalen Elevation von 13,5° und einer Mündungsgeschwindigkeit von 614 m/s eine Reichweite von 10.930 m. Die Sekundärbewaffnung bestand aus zehn 152-mm-Schnellfeuergeschützen in Kasematten, fünf auf jeder Breitseite. Die Kanonen hatten bei einer maximalen Elevation von 15° und einer Mündungsgeschwindigkeit von 680 m/s eine Reichweite von 9.140 m. Zur Abwehr von Torpedobooten waren sechzehn 57-mm- und zwölf 47-mm-Hotchkiss-Kanonen sowie acht 8-mm-Maxim-Maschinengewehre installiert. Außerdem verfügte die Resolution über sieben Torpedorohre mit 457 mm Durchmesser.

### Panzerung
Die Revenge hatte einen Panzergürtel aus Compoundpanzerung. Er erstreckte sich über 76 m von der vorderen zu der Barbette achtern. Mittschiffs war er zwischen 457 mm dick und verjüngte sich nach vorn und achtern auf 356 mm, wo er in 406 mm Querschotten vorn und 356 mm achtern endete. Darüber verlief ein 101 mm dicker Plankengang, der sich mittschiffs 46 m von der Innenseite der vorderen bis zur Innenseite der Barbette achtern erstreckte. Die Barbetten waren zwischen 406 und 431 mm dick. Die Kasematten der 152 mm Kanonen waren mit 101 mm gepanzert. Der vordere Kommandoturm war mit 304 bis 355 mm gepanzert und der hintere war rundherum mit 76 mm Panzerplatten geschützt. Das Schiff hatte zwei gepanzerte Decks mit einer Panzerung von 64 mm und 76 mm.